# Eva Llorach
Eva Nicolás Llorach (Murcia, 21 ottobre 1979) è un'attrice spagnola, vincitrice del premio Goya 2019 come miglior attrice rivelazione per l'interpretazione nel film Chi canterà per te?.

## Filmografia parziale

### Cinema
- Diamond Flash, regia di Carlos Vermut (2011)
- Magical Girl, regia di Carlos Vermut (2014)
- L'avvertimento (El aviso), regia di Daniel Calparsoro (2018)
- Chi canterà per te? (Quién te cantará), regia di Carlos Vermut (2018)
- Jaula, regia di Ignacio Talay (2022)

### Televisione
- Élite - serie TV (2018-2021)
- Mentiras - serie TV (2020)
- In fiamme - miniserie TV (2023)

## Doppiatrici italiane
Nelle versioni in italiano delle opere in cui ha recitato, Eva Llorach è stata doppiata da:
- Renata Bertolas in Chi canterà per te?[2]
- Patrizia Schiavo in Elite
- Patrizia Salerno ne L'avvertimento
- Elda Olivieri in Jaula
- Barbara De Bortoli in In fiamme

## Riconoscimenti
- 2019 – Medallas del Círculo de Escritores Cinematográficos
  - Miglior attrice rivelazione per Chi canterà per te?
- Premio Goya 2019 – Premio Goya per la migliore attrice rivelazione per Chi canterà per te?
- Premio Feroz 2019 – Premio Feroz per la migliore attrice protagonista nel cinema per Chi canterà per te?[3]